# Pic Mauvic
El Maubic o pic Maubic és un cim de 3.074 m d'altitud, amb una prominència de 10 m, que es troba a l'aresta NE del Pic Long, al massís de Nhèuvièlha, al departament dels Alts Pirineus (França).